# Midgee alta
Midgee alta là một loài nhện trong họ Toxopidae.
Loài này thuộc chi Midgee. Midgee alta được Hugh Davies miêu tả năm 1995.